# Ulidiotites dakotana
Ulidiotites dakotana är en tvåvingeart som beskrevs av Steyskal 1961. Ulidiotites dakotana ingår i släktet Ulidiotites och familjen fläckflugor.
Artens utbredningsområde är Nebraska. Inga underarter finns listade i Catalogue of Life.